# Seginus

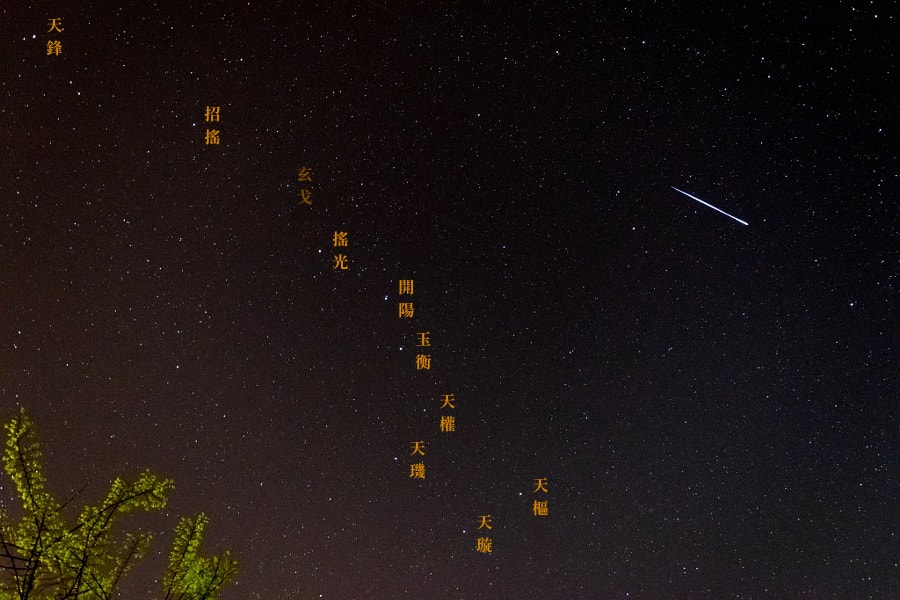
Demarcación de la constelación

Seginus o Ceginus (γ Bootis / γ Boo / 27 Bootis) es la cuarta estrella más brillante de la constelación de Bootes con magnitud aparente +3,04, siendo superada por Arturo (α Bootis), Izar (ε Bootis) y Mufrid (η Bootis). El nombre de Seginus viene de la latinización de una forma árabe del nombre griego de la constelación, Theguius. Otro nombre que recibe esta estrella, Haris, proviene del nombre árabe de la constelación, Al Haris Al Sama, que significa «el guarda».
A una distancia de 85 años luz del sistema solar, Seginus es una estrella gigante blanca de tipo espectral A7III con una temperatura superficial de 7600 K y una luminosidad 34 veces mayor que el Sol. Las gigantes blancas nunca son tan grandes como las gigantes de tipos espectrales tardíos —K y M—, pues están empezando a expandirse y solo más adelante se convertirán en estrellas verdaderamente grandes. Así, el radio de Seginus es 3,5 veces mayor que el radio solar, lejos del tamaño de las gigantes más frías. Es, además, una variable Delta Scuti, con pequeñas variaciones en su brillo de 0,05 magnitudes con un período de 6,97 horas. 
Seginus es una estrella binaria, estando su compañera separada apenas 0,07 segundos de arco, lo que corresponde a una separación real de 1,8 UA. Una tercera estrella, a unos 30 segundos de arco, no está gravitacionalmente unida a ellas.